# Charles Petro
Charles Petro (ur. 8 lutego 2001 w Blantyre) – piłkarz malawijski grający na pozycji defensywnego pomocnika. Od 2020 jest piłkarzem klubu Sheriff Tyraspol.

## Kariera klubowa
Swoją karierę piłkarską Petro rozpoczął w klubie Wizards Chilomoni. W 2017 roku zadebiutował w jego barwach w pierwszej lidze malawijskiej. W 2019 roku przeszedł do Nyasa Big Bullets i w sezonie 2019 wywalczył z nim mistrzostwo Malawi.
Latem 2020 Petro został zawodnikiem mołdawskiego Sheriffa Tyraspol. Swój ligowy debiut w nim zaliczył 3 lipca 2020 w zwycięskim 2:0 domowym meczu ze Speranțą Nisporeni. W sezonie 2020/2021 wywalczył z Sheriffem mistrzostwo Mołdawii.
| Sezon   | Klub              | Kraj     | Rozgrywki         | Mecze | Gole |
| ------- | ----------------- | -------- | ----------------- | ----- | ---- |
| 2017    | Wizards Chilomoni | Malawi   | TNM Super League  | ?     | ?    |
| 2018    | Wizards Chilomoni | Malawi   | 2. liga           | ?     | ?    |
| 2019    | Nyasa Big Bullets | Malawi   | TNM Super League  | ?     | ?    |
| 2020/21 | Sheriff Tyraspol  | Mołdawia | Divizia Națională | 22    | 1    |

## Kariera reprezentacyjna
W reprezentacji Malawi Petro zadebiutował 20 kwietnia 2019 w zremisowanym 0:0 meczu Mistrzostw Narodów Afryki 2020 z Eswatini, rozegranym w Manzini. W 2022 został powołany do kadry na Puchar Narodów Afryki 2021. Rozegrał na nim jeden mecz, grupowy z Zimbabwe (2:1).